# Dolasétron
Le dolasétron est un antagoniste des récepteurs 5-HT3 à la sérotonine, impliqués dans les phénomènes de réflexe émétique consécutifs aux traitements anti-cancéreux.
Commercialisé en France sous le nom d'Anzemet par le laboratoire Sanofi-Aventis France, ce médicament a été retiré du marché le 9 septembre 2010.

## Indications
Le dolasétron est utilisé dans la prévention et le traitement des nausées et des vomissements aigus induits par la chimiothérapie anti-cancéreuse,.